# Supercoppa di Slovenia 1995
La Supercoppa slovena 1995 è stata disputata il 26 luglio 1995 al Bežigrad di Lubiana. La sfida ha visto contrapposte l'Olimpia Lubiana, vincitore del campionato e il Mura vincitore della Coppa slovena;
A conquistare il trofeo è stata l'Olimpia Lubiana con una vittoria per 2-1.

## Tabellino
| Arbitro: | Žarko Hvalič |

|                       |           |                |
| Bozgo 16’ Kojičić 87’ | Marcatori | Khlebaline 32’ |

### Formazioni
| Olimpia Lubiana |    |                     |          |
|                 |    |                     |          |
| P               | 1  | Marko Simeunovič    |          |
| D               | 2  | Robert Englaro      |          |
| D               | 4  | Samir Zulič         | Uscita   |
| D               | 3  | Aleksander Knavs    |          |
| D               | 5  | Edin Hadžialagič    |          |
| C               | 8  | Mladen Rudonja      |          |
| C               | 7  | Đoni Novak          |          |
| C               | 20 | Branislav Kojičić   | 87’      |
| A               | 10 | Kliton Bozgo        | 16’      |
| A               | 14 | Sebastjan Cimirotič |          |
| A               | 11 | Ermin Šiljak        | Uscita   |
| A disposizione: |    |                     |          |
| M               | 4  | Dušan Kosič         | Ingresso |
| A               | 9  | Novica Nikčevič     | Ingresso |
| Allenatore:     |    |                     |          |
| Miloš Šoškič    |    |                     |          |

| Mura            |    |                    |     |
|                 |    |                    |     |
| P               | 12 | Štefan Černjavič   |     |
| D               | 2  | Vladimir Kokol     |     |
| D               | 3  | Ingmar Bloudek     |     |
| D               | 4  | Peter Breznik      |     |
| D               | 5  | Andrej Poljšak     |     |
| C               | 6  | Haris Alihodžić    |     |
| C               | 7  | Danijel Brezič     |     |
| C               | 8  | Damjan Gajser      |     |
| C               | 9  | Robert Belec       |     |
| A               | 10 | Marijan Bakula     |     |
| A               | 16 | Mikhail Khlebaline | 32’ |
| A disposizione: |    |                    |     |
| Allenatore:     |    |                    |     |
| Marin Kovačić   |    |                    |     |

## Squadra vincitrice
| Vincitore della Supercoppa di Slovenia 1995 |
| ------------------------------------------- |
| Olimpia Lubiana 1º titolo                   |